# Lista de tesouros perdidos
Esta é uma lista de tesouros notáveis que estão atualmente perdidos ou em falta. A existência de alguns destes tesouros é mística ou disputada.

## Lista
| Nome                                        | Existência              | Ano em que foi perdido | Imagem | Descrição |
| ------------------------------------------- | ----------------------- | ---------------------- | --- | --- |
| Menorá do Segundo Templo                    | Confirmada              | 191                    | Menorá do Templo em Jerusalém representada num friso no Arco de Tito em Roma                                                       | O Menorá do Segundo Templo em Jerusalém quando foi saqueado pelos Romanos em 70 D.C e posto em exibição no Fórum da Paz em Roma. O Fórum foi queimado em 191 depois do qual o destino do Menorá é incerto. Se sobreviveu ao fogo, pode ter sido levado para Cartago pelos Vândalos depois do seu Saque de Roma em 455, como mencionado por Procopius no século 6. |
| Tesouro de Alaric                           | Lenda                   | 410                    | — | Depois do Saque de Roma em 410, os Visigodos fugiram para o sul de Itália, Calábria. Lá o seu rei, Alarico morreu repentinamente de uma doença e foi enterrado com o seu tesouro num rio desconhecido, normalmente relatado como sendo o Busento. |
| Ganj-e Badavard                             | Lenda                   | cerca de século 7-10   | — | Um dos oito tesouros do rei Sasanido Cosroes II |
| Selo de Herança do Reino                    | Confirmada              | Cerca de 960           | — | Selo Imperial da China criado pelo Imperador Qin Shihuang, perdido depois do Período das Cinco Dinastias e dos Dez Reinos no século 10. |
| Prata de Egil Skallagrimsson                | Lenda                   | Cerca de 990-995       | — | Uma grande quantidade de cunhagem de prata, alegadamente enterrada perto de Mosfellsbaer, Islândia, quando Egill era octogenário. |
| Kusanagi                                    | Lenda                   | 1185                   | Conceção artística da Regalia Imperial do Japão                                                                                    | Uma espada e um dos Três Tesouros Sagrados do Japão que legitimiza o governo do Imperador. Perdido no mar na Batalha de Dan no Ura nas Guerras Genpei. O governo atual alega posse, mas não permitiu verificação exterior. |
| As jóias da coroa originais da Inglaterra   | Lenda                   | 1216                   | — | O comboio de bagagem do João de Inglaterra, perdido no The Wash perto da Ponte Sutton durante a Primeira Guerra dos Barões. |
| Coroa de Llywelyn                           | Lenda                   | 1303                   | — | A coroa de Llywelyn ap Gruffydd, o último Príncipe soberano de Gales, que foi apreendida junto com outros artefactos sagrados no final da Conquista de Gales por Eduardo I da Inglaterra, em 1284 levada para Londres, e guardada com as jóias da coroa na Abadia de Westminster até serem roubadas em 1303. Não estava presente no inventário levado durante a destruição das jóias da coroa por Oliver Cromwell em 1649, e continua desaparecida. |
| Tesouro da La Noche Triste                  | Parcialmente confirmada | 1520                   | — | Grande quantidade de ouro levado do palácio de Moctezuma II. Aconteceu durante a Conquista espanhola do Império Asteca. |
| Ouro Inca perdido                           | Parcialmente confirmada | cerca de 1533          | — | Originalmente destinado como parte do resgate do Imperador Inca Atahualpa, teria sido escondido quando ficou conhecido que os homens de Francisco Pizarro o mataram. |
| Grande Sino de Dhammazedi                   | Confirmada              | 1608                   | — | Foi fundido em 1484 à ordem do Rei Dhammazedi de Hanthawaddy Pegu no atual Myanmar, acredita-se que é o maior sino fundido de sempre. Foi colocado no Pagode Shwedagon até 1608, quando foi removido pelo mercenário português, e governador de Sirião (agora Thanlyin) Filipe de Brito e Nicote para ser derretido para canhões. Foi rolado por uma colina para o Riacho Pazundaung, posto numa jangada, e transportado por elefantes para a confluência do Rio Bago e do Rio Yangon, onde foi preso ao navio-almirante de de Brito. Foi afundado pelo caminho no rio para Sirião, levando o navio de de Brito. Correntes fluviais em movimento, diversos naufrágios, e má visibilidade no rio lamacento tornou difícil localizar o sino, e continua desaparecido, apesar de diversas buscas nos tempos modernos. |
| Os Três Irmãos                              | Confirmada              | 1645                   | Pintura de 1505 da jóia | Uma peça de joalharia criada em 1389, feita de três espinélios vermelhos num arranjo triangular distinto à volta de um diamante central. Possuída por figuras históricas como João, Duque da Borgonha, o banqueiro alemão (e homem mais rico da história) Jakob Fugger, e monarcas inglês Elisabete I, Jaime VI e I, e Carlos I. Parte das Joias da Coroa Britânica de 1551 a 1644, quando foi possivelmente vendida à mulher de Carlos I. Desapareceu dos registos depois de 1645. |
| Tesouro de Amaro Pargo                      | Provável                | 1678-1747              | Retrato de Amaro Pargo na tela do "Cristo da Humildade e Paciência" da Ermida da Nossa Senhora de El Rosario em Machado (Tenerife) | O tesouro seria composto de "jóias de prata e ouro, pérolas e pedras de valor, porcelana chinesa, tecidos ricos, pinturas e talvez 500,000 pesos". As histórias sobre o tesouro são variadas, algumas colocam-no no ambiente de Roques de Anaga, enquanto outras colocam-no na zona de Punta del Hidalgo e na caverna de San Mateo, nordeste de Tenerife nas Canárias. |
| Tesouro de Loch Arkaig                      | Lenda                   | 1745                   | — | O tesouro de Loch Arkaig, por vezes conhecido como o ouro Jacobita, foi uma grande quantiade de espécie fornecidas por Espanha para financiar a Revolta Jacobita na Escócia em 1745, e segundo rumores ainda se esconde no Loch Arkaig em Lochaber. |
| Cetro de Dagobert                           | Confirmada              | 1795                   | Cetro de Dagobert | Originalmente parte da Regália Francês, por vezes considerado a sua parte mais antiga, datada do século 7, foi guardado no tesouro da Basílica de Saint-Denis (também conhecida como Basilique royale de Saint-Denis) até 1795, quando desapareceu, provavelmente roubado. |
| Poço de Dinheiro de Oak Island              | Lenda                   | 1795                   | — | Um possível tesouro localizado num buraco grande numa ilha na costa da Nova Escócia, Canadá. |
| Tesouro do Esperanza                        | Lenda                   | 1816                   | — | 1.5 pesos de ouro e um valor igual em prata e arte pré-colombiana foram roubados do Vice-Reino do Peru, enviado no Esperanza, levados e enterrados por piratas naufragados no Atol Palmyra. |
| Tesouro de Lima                             | Provável                | 1820                   | — | Ouro, prata e jóias roubados dos espanhóis em 1820. Pensa-se que o tesouro está enterrado na Ilha do Coco na Costa Rica e estima-se que custe 160 milhões de libras. |
| Ouro confederado                            | Lenda                   | cerca de 1865          | — | Ouro do Confederado. Perdido depois da Guerra Civil Americana. |
| Irmãs Gémeas                                | Confirmada              | 1865                   | Réplicas no Monumento de San Jacinto                                                                                               | Um par de canhões usados pelas Forças Militares do Texas durante a Revolução do Texas e a Guerra Civil dos Estados Unidos. Considerados o "Santo Graal do Texas" |
| Tesouro enterrado de Tokugawa               | Lenda                   | cerca de 1868          | — | Um tesouro lendário alegadamente enterrado no Monte Akagi pelo Xogunato Tokugawa (alegado). |
| Milhões de Kruger                           | Lenda                   | 1902                   | — | Milhões de quilos de ouro presumidamente produzidos pelas forças Boer no veld sul-africano pela ordem do Presidente Paul Kruger. Acredita-se que o dinheiro serviu para fundar a compra de armas dos Boer Commando. Os fundos desapareceram. Acredita-se que estejam enterrados ou escondidos na África do Sul ou levado por Kruger para a Suíça. |
| Joias da Coroa Irlandesa                    | Confirmada              | 1907                   | As Jóias da Coroa | Insígnias fortemente adornadas de jóias da Ordem de São Patrício. Roubadas do Castelo de Dublin em 1907. |
| O Tesouro do Czar                           | Parcialmente confirmada | 1909                   | — | $3 milhões em moedas recém-cunhadas de dupla águia americanas enviadas para a Frota do Báltico, um carregamento do Governo dos EUA de $800,000 em moedas mistas para a Frota Atlâtica Americana, e uma perda confirmada de $500,000 em efeitos passageiros (todos os 1909 valores) foram perdidos quando o RMS Republic naufragou na costa da Nova Inglaterra como resultado de uma colisão. |
| Tesouro Romeno                              | Confirmada              | 1917                   | — | As reservas de ouro (aproximadamente 120 toneladas) do governo romeno e outros objetos de valor foram enviados para a Rússia para segurança durante a I Guerra Mundial. Estes foram extraviados depois da Revolução de Outubro e só alguns dos objetos, e nenhuma das reservas de ouro, foram devolvidas desde 2012. |
| Diamante Florentino                         | Confirmada              | 1918                   | Cópia do diamante | Diamante amarelo de origem indiana. |
| Ovos Imperiais Fabergé Perdidos             | Confirmada              | 1922 ou mais tarde     | O Ovo Comemorativo de Alexandre III                                                                                                | Sete ovos na série Imperial estão perdidos: - 1886 - Ovo Galinha de Pingente de Safira (visto pela última vez em 1922) - 1888 - Ovo Anjo com Carruagem (visto pela última vez em 1922, pode ter sido exibido em Nova Iorque em 1934) - 1889 - Ovo Nécessaire (vendido por Wartski em 1952, não foi visto desde daí) - 1897 - Ovo Malva (foto 'surpresa' ainda existente) - 1902 - Ovo Império Nefrite (a proveniência do ovo Nefrite "encontrado" é contestada) - 1903 - Ovo Real Dinamarquês - 1909 - Ovo Comemorativo de Alexandre III |
| Os Juízes Justos                            | Confirmada              | 1934                   | Réplica | O painel inferior esquerdo do Retábulo de Gante, que foi exibido na Catedral de São Bavão em Gante, Bélgica, foi roubado durante a noite de 10 de abril de 1934. |
| Tesouro de Dutch Schultz                    | Lenda                   | 1935                   | | Com medo da prisão iminente, o notório gangster da era da Grande Depressão, Dutch Schultz, teria enterrado $7 milhões em dinheiro e títulos em alguma parte das Montanhas Catskill no norte de Nova Iorque. Ele foi alvejado pouco depois com os seus sócios, e como não revelaram a localização do tesouro, o local exato permanece desconhecido. Caçadores de tesouros continuam a escavar pelo saque, embora a existência do mesmo nunca tenha sido confirmada fora do foclore do gangue. |
| Caixão Real                                 | Confirmada              | 1939                   | Caixão Real | Memorial que contem 73 relíquias preciosas que pertenceram à realeza polaca. Roubado pelo Wehrmacht durante a Invasão alemã da Polônia no início da Segunda Guerra Mundial. |
| Espada do Islão                             | Confirmada              | 1943                   | | Espada cerimonial apresentada a Benito Mussolini em 1937 dos colaboradores Berberes na Líbia Italiana. Desapareceu em julho de 1943, depois da sua residência de verão foi destruída pela Resistência Italiana. |
| Homem de Pequim                             | Confirmada              | 1941-1945              | Réplica | Restos fósseis do Homo erectus pekinensis; datado de ~500,000 anos. Perdido durante a Segunda Guerra Sino-Japonesa em 1941 quando o Corpo de Fuzileiros Navais dos EUA os moveram de Pequim ocupado pela Japão or pode ter estado no Awa Maru quando afundou em 1945. |
| Câmara de Âmbar                             | Confirmada              | cerca de 1945          | Reconstrução | Removida do Palácio de Catarina, São Petersburgo, pelo Grupo de Exércitos Norte durante a invasão alemã da União Soviética e transportada para Königsberg, Alemanha. Valor estimado (ajustado): $142 milhões. Reconstruída em 2003. |
| Ouro de Yamashita                           | Lenda                   | Cerca de 1945          | — | Saque de guerra roubado pelo Exército Imperial Japonês do Sudeste Asiático e escondido nas Filipinas (alegadamente). O seu nome vem do general Tomoyuki Yamashita. |
| Tesouro de Awa Maru                         | Lenda                   | 1945                   | — | Ouro, platina e diamantes que costam mais de $5 mil milhões. Perdido quando o navio japonês Awa Maru foi torpedeado pelo USS Queenfish e afundou em abril de 1945. |
| Comboio fantasma nazi                       | Lenda                   | 1945                   | — | Um comboio carregado com ouro e outros tesouros escondido pelos alemães Nazi num túnel perto de Wałbrzych no Baixa Silésia, Polónia. |
| Honjō Masamune                              | Confirmada              | 1945                   | — | O Honjō Masamune, uma espada samurai lendária, criado pelo ferreiro mestre Masamune entre 1288 e 1328 D.C. A espada foi passada durante os séculos de Xogum para Xogum, e é considerada um artefacto cultural japonês inestimável. Perdido durante a Ocupação americana do Japão. |
| Colar Patiala                               | Confirmada              | Cerca de 1948          | O Colar Patiala | Feito pela Cartier SA em 1928 para Bhupinder Singh de Patiala, o então Marajá de Patiala. Um colar que contem 2,930 diamantes incluindo o sétimo maior diamante do munco, o "De Beers" de 428 quilates, o Colar Paliata desapareceu do Tesouro Real de Patiala à volta de 1948. Alguns diamantes foi mais tardes recuperados. |
| Chelengk de Nelson                          | Confirmada              | 1951                   | Nelson com o Chelengk no seu chapéu                                                                                                | Uma medalha feita de diamantes dada ao Almirante Horatio Nelson pelo Império Otomano pelo seu serviço naval na Batalha do Nilo. Colocado no Museu Marítimo Nacional em Londres em 1929 e roubado em 1951. |
| Cruz de Tucker                              | Confirmada              | 1975                   | — | Uma cruz de ouro cravejada com esmeraldas, descoberta num naufrágio em 1955 e roubada de um museu nas Bermudas antes de 1975, quando foi descoberto que foi trocada por um falsa. |
| Roubo da Lufthansa                          | Confirmada              | 1978                   | — | Dinheiro e jóias de um roubo no terminal de carga da Lufthansa no Aeroporto Internacional John F. Kennedy em dezembro de 1978. Com o valor de cerca de $5 milhões, foi o maior roubo de dinheiro nos Estados Unidos na época. |
| Roubo Brink's-Mat                           | Confirmada              | 1983                   | — | Lingote de ouro, diamantes, e dinheiro avaliado em 26 milhões de libras (valendo aproximadamente 79 milhões de libras em 2015) |
| Roubo do Museu Isabella Stewart Gardner     | Confirmada              | 1990                   | — | Treze trabalhos de arte avaliados em $500 milhões que foram roubados do Museu Isabella Stewart Gardner por dois homens a fazerem de polícias. A arte foi maioritariamente roubada do Quarto Neerlandês do museu e incluía peças por Rembrandt e Vermeer. |
| Roubo de Diamante em Antuérpia              | Confirmada              | 2003                   | — | Diamantes, ouro e outras jóias avaliadas em $189 milhões. Chamado de "roubo do século". |
| Roubo de Diamantes Graff                    | Confirmada              | 2009                   | — | 43 itens de jóias, roubadas em Londres a 6 de agosto de 2009. Avaliadas em quase 40 milhões de libras. |
| Jóias da Coroa da Costa Marfim              | Confirmada              | 2011                   | — | À volta de 80 objetos foram roubados do Musée des Civilisations de Côte d'Ivoire em Abidjã, incluindo pendentes de ouro, colares, máscaras, esculturas e artefactos religiosos avaliados em cerca de $6 milhões. |
| Roubo de diamantes do Aeroporto de Bruxelas | Confirmada              | 2013                   | — | Diamantes roubados de um Fokker 100 das Helvetic Airways no Aeroporto de Bruxelas avaliados em $50 milhões. |
| Roubo do cofre de Hatton Garden             | Confirmada              | 2015                   | — | Uma instalação de cofres assaltada em Londres, o total roubado pode ter sido 200 milhões de libras. |
| Assalto em Dresden                          | Confirmada              | 2019                   | — | Conjuntos de jóias de diamantes, uma espada com um punho incrustado de diamantes, várias fivelas de sapatos e butões feitos de diamantes, e partes de um diamante pertencentes à Rainha Amélia Augusta da Baviera de 1824. Avaliados em €113 milhões. Em dezembro de 2022 foi anunciado que uma grande porção dos itens roubados foram recuperados. Trinta e um dos itens foi returnados ao museu depois de serem apreendidos pelas autoridades belgas. |

## Também ver
- Filme perdido
- Transmissões de televisão perdidas
- Pilhagem nazista